# Luftfartsverket (Sverige)

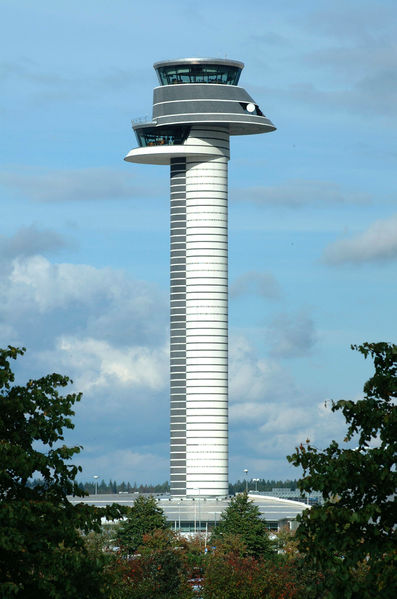
Flygtrafikledningen på Stockholm-Arlanda flygplats ingår i LFV

Luftfartsverket (markandsföringsnamn LFV) är ett svenskt statligt affärsverk som sedan 2024 sorterar under Landsbygds- och infrastrukturdepartementet. Verkets huvuduppgift är att tillhandahålla flygtrafiktjänst för civil och militär luftfart i Sverige. Driften och ägandet av statliga civila flygplatser överfördes 1 april 2010 till Swedavia.
Sedan 1 januari 2007 är verkets marknadsföringsnamn LFV, men Luftfartsverket är fortfarande det officiella namnet och används därför till exempel i lagtexter.
Luftfartsverket är sedan 1 oktober 2022 en beredskapsmyndighet och ingår i beredskapssektorn transporter.

## Struktur
Luftfartsverkets huvuduppgift är att tillhandahålla flygtrafiktjänst för civil och militär luftfart i Sverige. I detta ingår flygledningstjänst, kommunikationstjänst, navigationstjänst, övervakningstjänst, vädertjänst och flygbriefingtjänst.
Drift och ägande av statens flygplatser för civil luftfart var tidigare en del av LFV, men de överfördes den 1 april 2010 till det nybildade företaget Swedavia.  Beslutet att bilda Swedavia är ett resultat av att Sveriges riksdag under hösten 2009 godkände förslagen i en regeringsproposition.
Luftfartsinspektionen, tidigare en del av Luftfartsverket, avskiljdes den 1 januari 2005 och bildade myndigheten Luftfartsstyrelsen. Luftfartsstyrelsens verksamhet har sedan 2009 dock övergått till den nybildade Transportstyrelsen.

## Ledning
Luftfartsverket är en styrelsemyndighet där generaldirektören, för närvarande Ann Persson Grivas, är myndighetschef. Förordnandet gäller från och med den 1 april 2017 . Huvudkontoret ligger på Hospitalsgatan 30 vid Nya torget i centrala Norrköping.

### Överdirektörer och chefer
- 1947–1952: Carl Ljungberg
- 1952–1962: Henrik Winberg

### Generaldirektörer och chefer
- 1962–1980: Henrik Winberg
- 1980–1981: Jan E. Eriksson
- 1982–1992: Bengt A.W. Johansson
- 1992–2001: Ingemar Skogö
- 2001: Jan Danielsson (tf)
- 2001–2010: Lars Rekke
- 2010–2013: Thomas Allard
- 2013: Mikael Larsson (tf)
- 2013–2017: Olle Sundin
- 2017-: Ann Persson Grivas

## Luftfartsverkets uppgifter i krig
Säkerhet: LFV bedriver ett aktivt och systematiskt säkerhetsarbete med tydliga rutiner, avancerade tekniska lösningar samt kontinuerlig omvärldsbevakning. Genom riktade utbildningar för medarbetare strävar LFV efter att förebygga säkerhetsrisker och minimera konsekvenserna av eventuella incidenter. Fokus ligger på att identifiera och hantera potentiella hot innan de utvecklas till allvarliga händelser.
Informationssäkerhet: I sin dagliga verksamhet hanterar LFV stora mängder information i olika format. Denna information är en värdefull tillgång som kräver ett robust skydd för att säkerställa verksamhetens kontinuitet och bibehålla flygsäkerheten. Arbetet med informationssäkerhet syftar till att höja kvaliteten, skydda mot hot, förebygga incidenter och reducera effekterna om en säkerhetsbrist skulle uppstå.
Krisberedskap: Krisberedskap handlar om att förstärka samhällets förmåga att förebygga och hantera kriser och konflikter. Det bygger på ett gemensamt ansvar där olika aktörer samarbetar för att minska sårbarheten och förbättra förmågan att hantera allvarliga händelser när de inträffar. Inom LFV finns funktionen Tjänsteman i Beredskap (TiB), som ansvarar för att upptäcka, verifiera, larma och informera vid allvarliga olyckor och kriser. TiB fungerar även som en viktig kontaktpunkt för andra samhällsaktörer. Även om allvarliga händelser är sällsynta, förbereder sig LFV:s medarbetare genom regelbundna övningar, från enklare skrivbordsövningar till större scenarion där stora delar av verksamheten deltar.
Totalförsvar: Totalförsvaret omfattar all verksamhet som förbereder Sverige för krig och innefattar både militärt och civilt försvar. Det civila försvarets mål är att säkerställa att samhället fungerar vid höjd beredskap och krig, samt att stödja det militära försvaret. Som leverantör av flygtrafiktjänster för både civil och militär luftfart har LFV en central roll i totalförsvaret. LFV arbetar kontinuerligt med att utveckla sin totalförsvarsförmåga för att bidra till Sveriges säkerhet. Sedan oktober 2022 är LFV en beredskapsmyndighet inom beredskapssektorn Transport, tillsammans med Sjöfartsverket, Transportstyrelsen och Trafikverket, som är sektorsansvarig myndighet. Totalt finns det 60 statliga myndigheter i Sverige med särskild betydelse för samhällets civila beredskap.
Myndigheten för samhällsskydd och beredskap (MSB) och Försvarsmakten samarbetar för att stödja dessa aktörer och säkerställa en samordnad totalförsvarsplanering för Sveriges försvar och krisberedskap.